# Celedonio Calatayud
Salvador Celedonio Calatayud Costa (Pedreguer, 29 de octubre de 1880-Madrid, 24 de enero de 1931) fue un médico radiólogo, científico e investigador español, cuyos logros en el ámbito médico tuvieron una gran relevancia internacional. Fue uno de los pioneros de la radiología en Europa, fundador de la Sociedad Española de Radiología y Electrología Médicas, introductor de la radioterapia en España, impulsor y primer catedrático de la cátedra de Radiología y Electrología Médicas en la Universidad Central (actual Universidad Complutense de Madrid), impulsor e ideador del primer Congreso Nacional de Medicina celebrado en Madrid en 1919, introductor de la diatermia en España, precursor de la utilización de la diatermia en la terapia ginecológica, fundador de la Revista Española de Electrología y Radiología y la revista Tribuna Médica, y autor de diversos trabajos sobre electrología, roentgenología y radioterapia.

## Biografía
Nació en la localidad alicantina de Pedreguer el 29 de octubre de 1880 y falleció en Madrid el 24 de enero de 1931. Se casó y tuvo tres hijos, dos de los cuales fallecieron a temprana edad.
Su contribución a la medicina se centró en el ámbito de la radiología y electrología, de las que fue uno de los pioneros a nivel europeo en su utilización tanto con carácter diagnóstico como terapéutico. Fue el primer médico español en utilizar los rayos X en el tratamiento del cáncer, técnica que introdujo en el año 1906.
En febrero de 1917 fundó la Sociedad Española de Radiología y Electrología Médicas, desde donde abogó por la creación de estudios específicos de esta especialidad tal y como existían en otros países. Tras impulsar la creación de la cátedra de Radiología y Electrología Médicas en la Universidad Central (Universidad Complutense de Madrid), fue nombrado primer catedrático de esta en julio de 1920. De esta manera, logró modificar la rígida estructura universitaria.
Ideó e impulsó el I Congreso Nacional de Medicina, celebrado en Madrid en 1919, en el cual fue ponente del tema La Radioactividad en Terapéutica y organizador de las secciones de Radiología y Electrología.
Celedonio fue el fundador de las publicaciones Revista Española de Electrología y Radiología y Tribuna Médica. Entre sus obras escritas destacan su tesis doctoral, La Roentgenoterapia de los fibromiomas uterinos, y el trabajo titulado Diatermia, que marcó la introducción en España de esta técnica, y su aplicación por primera vez en terapéutica ginecológica, lo que supuso, además, un avance de gran repercusión internacional. Publicó más de 30 trabajos relativos a la radioterapia y roentgenología, y más de una veintena a la electrología, además de traducir al castellano más de 60 trabajos de los principales radiólogos y electrólogos de la época. Muchos de sus trabajos fueron traducidos a otros idiomas y publicados en prestigiosas publicaciones internacionales.
Fueron numerosos los reconocimientos a su labor que recibió en aquella época, tanto nacional como internacionalmente: en 1928 recibió un homenaje en el hotel Ansonia de Nueva York por la American Medical Association tras una serie de conferencias en las principales instituciones científicas norteamericanas, como la Universidad de Columbia o el Pan American Hospital.
Murió en 1931 a causa de una enfermedad respiratoria que acarreaba desde hacía años, complicada por una gripe. Su temprana muerte, anterior a la guerra civil española, es probablemente una de las causas de que la memoria de Celedonio Calatayud se haya perdido en gran medida, pues fue uno de los científicos españoles más influyentes de la primera mitad del siglo XX.

## Cronología
1894

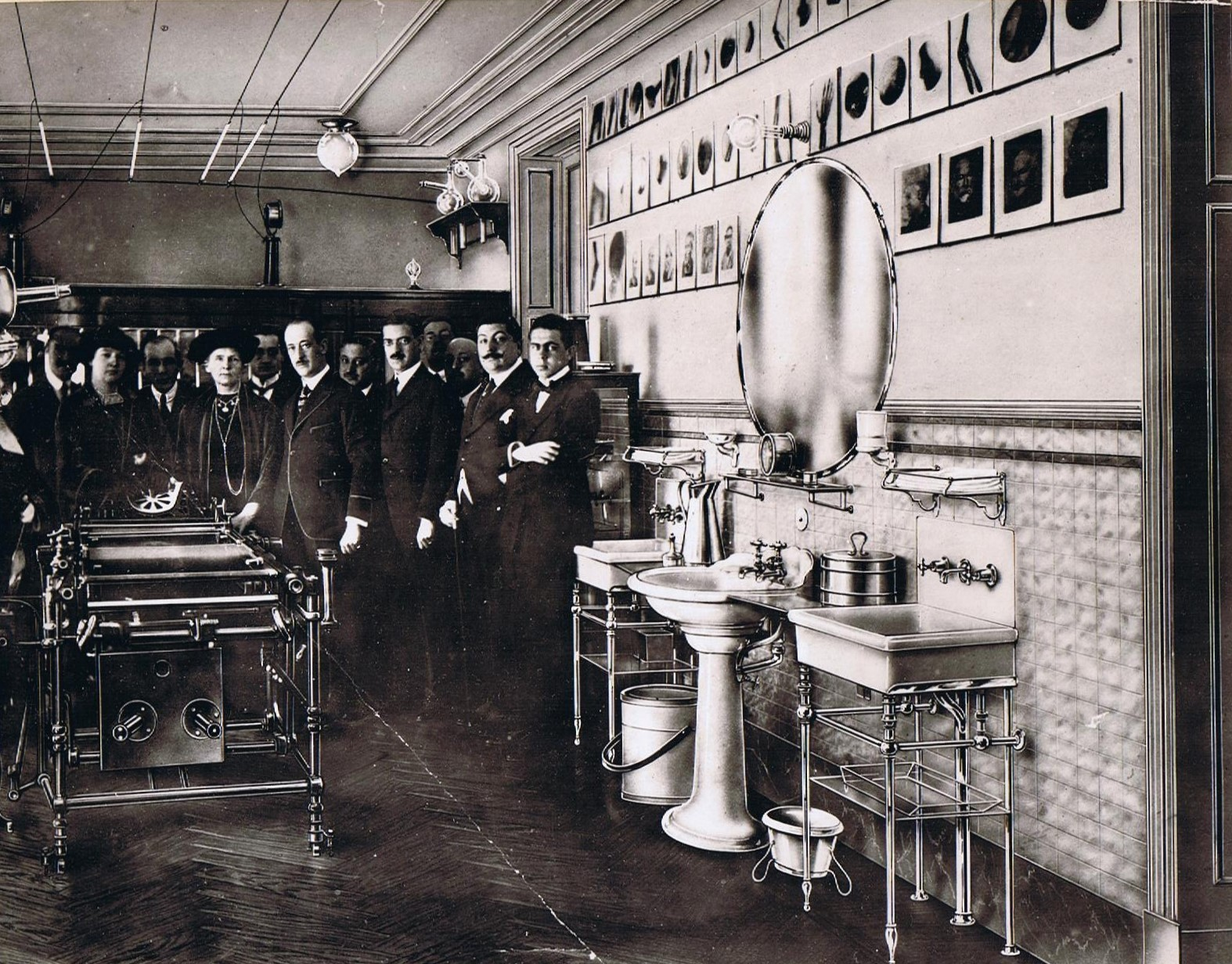
Visita de Marie Curie al instituto radiológico de C. Calatayud

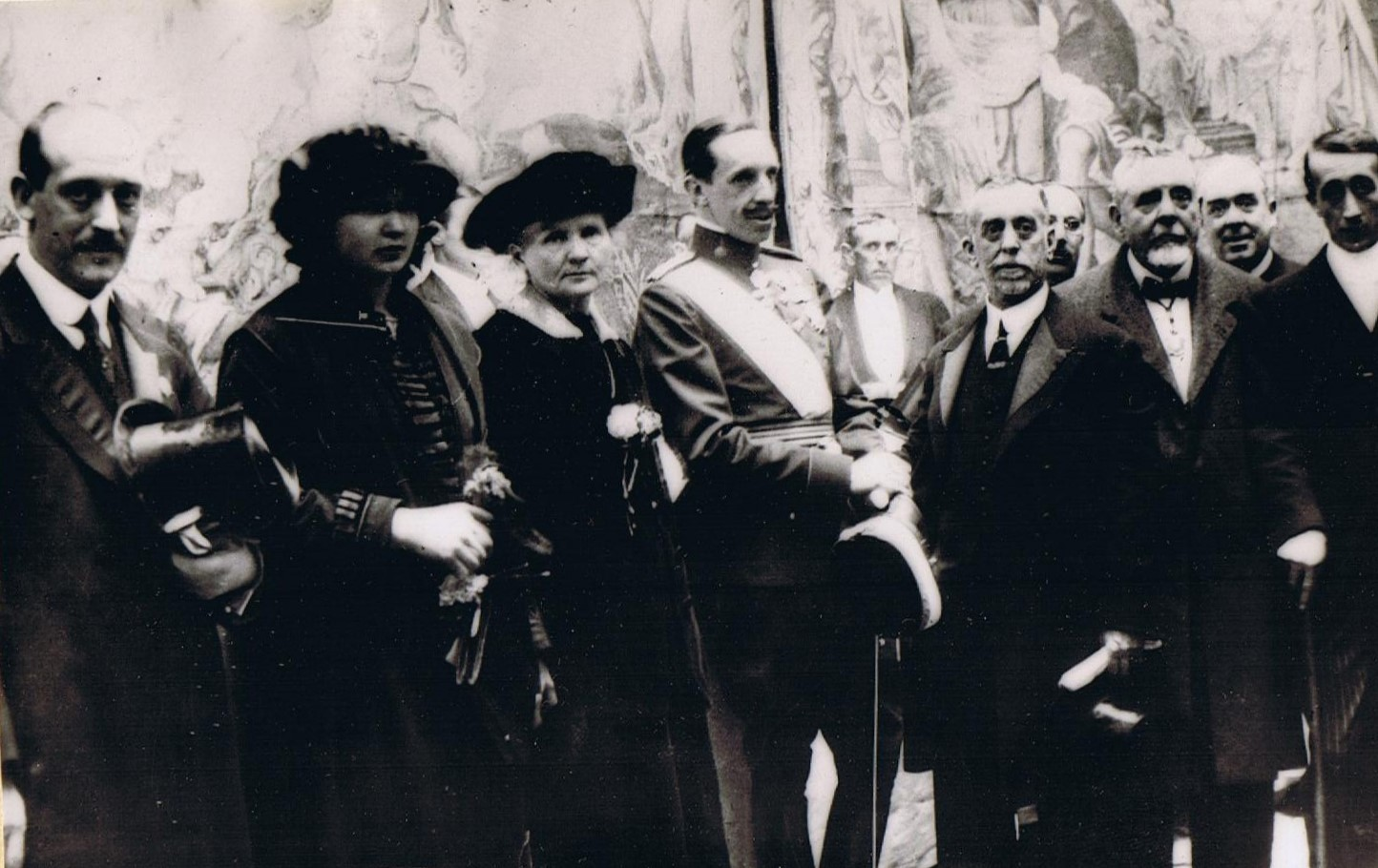
C.Calatayud con Marie Curie durante el Primer Congreso Nacional de Medicina

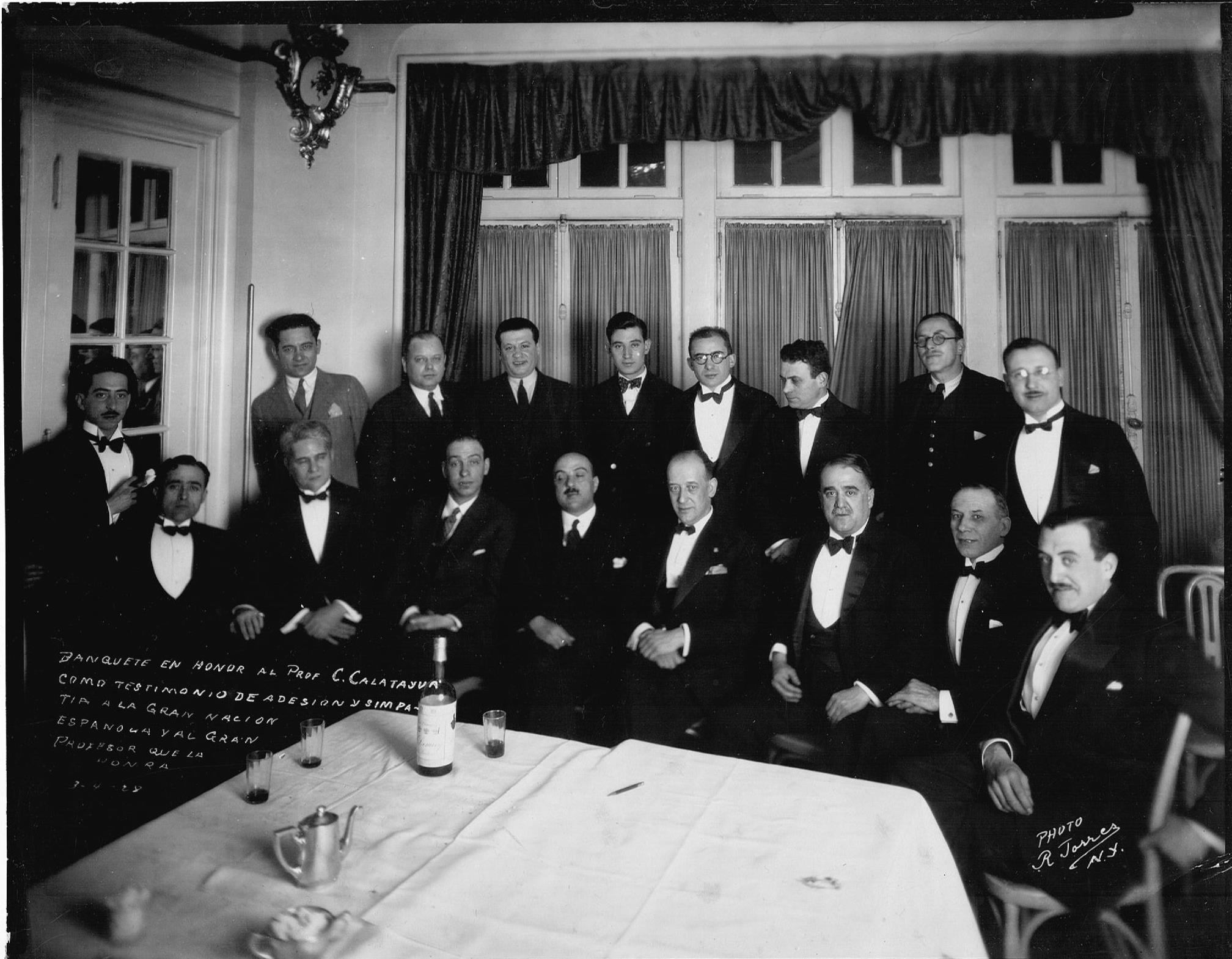
Homenaje de la American Medical Association al Dr.C.Calatayud en el Hotel Ansonia de Nueva York en 1928

- Comienza sus estudios de Medicina en la Facultad de Valencia, donde estudia los cuatro primeros años de carrera.[4]

1900
- Viaja a París a la Exposición Universal, donde coincide con el Primer Congreso Internacional de Radiología y Electrología, lo que decanta su vocación. Allí recibe lecciones sobre Electrodiagnóstico y Electroterapia en el Hospital de la Pitié-Salpêtrière.
- Viaja a Suiza y Mónaco, donde aprende del electrólogo doctor Quimbail.

1901
- Se licencia en Medicina y Cirugía por la Universidad Complutense de Madrid. Finalizados sus estudios, regresa a Francia, Alemania y Austria, donde visita a diversos radiólogos y fábricas de aparatos electromédicos.

1902
- Instala en Denia su Instituto de Radiología y Electrología Médicas.

1904
- Se traslada a París, donde asiste a los ensayos de radioterapia realizados por el doctor Daulos en el Hospital Saint Antoine, en colaboración con Pierre y Marie Curie.
- Completa su formación en estas especialidades en los principales centros clínicos de Radiología y Electrología de Berlín, Múnich y Viena.

1905
- Se traslada a Valencia, donde ejerce y desarrolla sus investigaciones durante 10 años. Allí instaló su residencia e instituto radiológico en el Edificio Ferrer de la calle Cirilo Amorós.[5]

1906
- Introduce la radioterapia en España.[6][7]

1910
- Es nombrado delegado en Valencia del V Congreso Internacional de Electrología y Radiología Médicas. En este congreso presenta su trabajo fundamental, titulado Diatermia,[8] que señala la introducción en España de este método, y su aplicación por primera vez en terapéutica ginecológica, lo que supuso un avance de gran repercusión internacional.

1912
- Funda la Revista Española de Electrología y Radiología, órgano oficial de la Real Sociedad de su nombre, y única revista de la época sobre el tema en lengua española.

1914
- En junio es, por nombramiento del Ministerio de Instrucción Pública, nombrado delegado oficial de España en el VII Congreso Internacional de Electrología y Radiología Médicas celebrado en Lyon.[9]
- El 3 de octubre es nombrado profesor auxiliar honorario encargado del Servicio de Electricidad Médica de la Facultad de Medicina de la Universidad de Valencia, por propuesta de la Junta de Profesores.

1915
- Es nombrado, por Real Orden de 29 de marzo, radiólogo del Hospital Clínico de la Facultad de Medicina de Valencia.[10]
- En octubre acude a Valladolid al Congreso de Asociación Española para el Progreso de las Ciencias,[11] donde presenta su trabajo Radiografías de arterias del sujeto vivo y se reúne con los doctores Mateo Milano, Decref, Ratera, E. Pastor, Murga, Carulla, Cirera, Comas, Prió, R. Pastor, Villalobos y Gil Casares. Juntos firman una circular publicada en la Revista en enero de 1916 buscando adhesiones a la Sociedad.
- Este mismo año traslada su residencia a Madrid, donde funda y dirige un instituto electro-médico con los doctores Piga y Ferrán en la calle Marqués de Cubas.[12]

1916
- Se funda por impulso suyo la Sociedad Española de Radiología y Electrología Médicas[13] de la que, como secretario, leyó el discurso inaugural titulado Necesidad de instituir en España la enseñanza de Electricidad médica, en la sesión celebrada el 11 de febrero de 1917.

1917
- Este mismo año es nombrado presidente de la misma obteniendo 64 de 67 votos.[14]
- Se separa de los doctores Piga y Ferrán y crea su propio instituto radiológico en la calle Peligros de Madrid.

1919
- En el mes de abril se celebra en Madrid, por impulso suyo,[15][16] el I Congreso Nacional de Medicina, en el cual es ponente del tema La Radioactividad en Terapéutica y organizador de las secciones de Radiología y Electrología.

1920
- Es nombrado primer catedrático de la cátedra de Radiología y Electrología Médicas en la Universidad Central[17] (Universidad Complutense de Madrid), cátedra que él mismo había impulsado.

1922
- Traslada su instituto radiológico al número 5 de la calle de Santa Engracia de Madrid.

1924
- Acude como representante español al Congreso de Medicina celebrado en Toulouse.[18]
- Funda la revista de medicina Tribuna Médica Española.[19]

1927
- Participa en La Habana representando a España en el Congreso Nacional de Medicina,[20] al que acude con Gregorio Marañón.[21]
- Es nombrado diputado de la Asamblea Nacional en el apartado de Representantes de Actividades de la Vida Nacional.[22]

1928
- Realiza un viaje a los Estados Unidos, donde imparte una serie de conferencias en los principales centros científicos, entre ellos la Sociedad de Radiología, el Pan American Hospital (institución de la que fue nombrado profesor honorario) y la Universidad de Columbia.[23]
- El 5 de marzo, en el Edificio Ansonia de Nueva York, recibe un homenaje organizado por la American Medical Association.[24]

1931
- Fallece en Madrid a los 50 años de edad, víctima de una enfermedad respiratoria.

## Otros campos
Dotado de una gran sensibilidad artística y musical, Celedonio Calatayud fue también un aventajado guitarrista. Llegó a ser discípulo y amigo de Francisco Tárrega, con quien tuvo ocasión de tocar en París en presencia de la exreina Isabel II.
Tárrega, a su paso por Denia en 1904, escribió la adaptación para guitarra de uno de los entreactos de Carmen de Bizet, y dejó una copia del manuscrito dedicada a Celedonio.